# Nesselsdorf Rennwagen
Nesselsdorf Rennwagen (також 12 HP, Rennwagen, NW Rennzweier) — перегоновий автомобіль, збудований 1900-го року товариством Nesselsdorfer Wagenbau-Fabriks-Gesellschaft на базі моделі NW A.

## Історія
Перегонову автомашину збудували впродовж 5 тижнів на замовлення барона Теодора фон Лібіґа і завершили 5 травня 1900. Барон брав участь на серійній моделі NW 23 жовтня 1899 у перших гонках на теренах Австро-Угорської імперії разом з машинами Benz, Dietrich-Bolleé, прийшовши другим. У березні 1900 він виграв 2 етап чотирьохденної 192-км гонки Ніцца — Драгіньян — Ніцца, пізніше виграв клас машин до 1000 кг у гонці Ніцца — Ла-Тюрбі. Після цих перемог барон замовив на фабриці NW спеціальний автомобіль для перегонів.
У проектуванні брав участь 22-річний Ганс Ледвінка, який розробив оригінальні конструкції автомобілів Nesselsdorf — Татра. Усі силові елементи автомобіля переважно не були захищені капотом, кермо було ледь нахилене. Сидіння водія і механіка різнились за висотою розміщення. На автомобілі встановили 2-циліндровий двигун Benz потужністю 12 к.с., розміщений біля задньої осі. Авто розвивало швидкість 82-112 км/гол. У передній частині розташовувався 42 л бак пального, ззаду 15 л бак води системи охолодження.
Фон Лібіґ виграв на Rennzweier перегони Ніцца — Ла-Тюрбі, став другим у перегонах Зальцбург — Лінц — Відень, брав участь у перегонах Париж — Відень. Сьогодні[коли?] перебуває у експозиції чеського Національного технічного музею у Празі.
Крім того було виготовлено другий автомобіль 1901 з опозитним двигуном Hardy об'ємом 3188 см³ і потужністю 10-12 к.с.

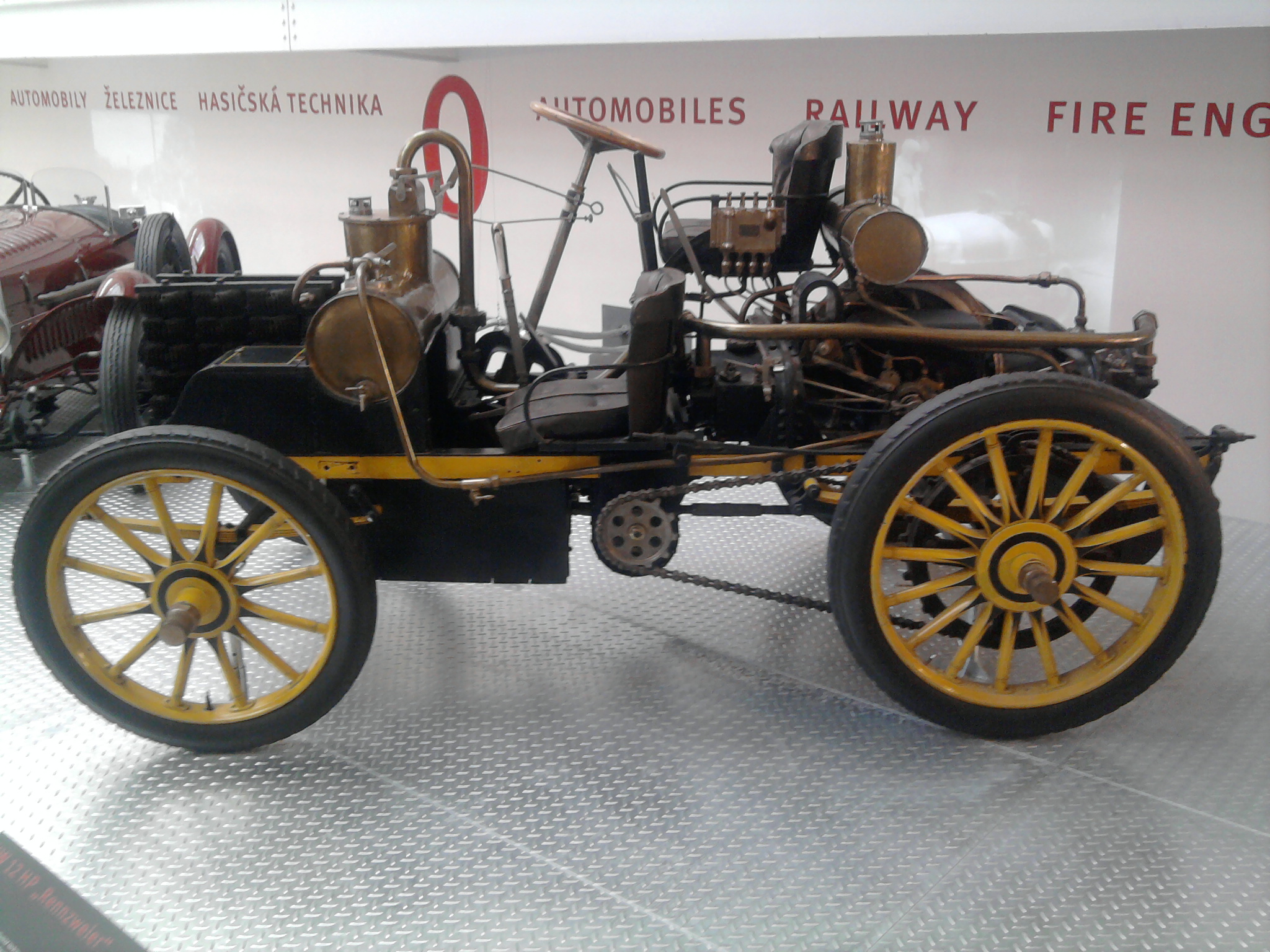
NW Rennzweier